# Alció lapislàtzuli
L'alció lapislàtzuli (Todiramphus lazuli) és una espècie d'ocell de la família dels alcedínids (Alcedinidae) que habita manglars i zones humides de la selva, prop de la costa de les Moluques meridionals.